# Steve Cherundolo
Steven Emil "Steve" Cherundolo, född 19 februari 1979 i Rockford, Illinois, är en amerikansk före detta fotbollsspelare (försvarare) som avslutade sin karriär för Hannover 96 i Bundesliga, där han spelade hela sin seniorkarriär. Han spelade för USA:s landslag vid världsmästerskapet i fotboll 2006 och 2010.

## Meriter

### Klubblag
Hannover 96
- 2. Bundesliga (1): 2001–02

### Landslag
USA
- CONCACAF Gold Cup (1): 2005